# Feldenkraisova metoda

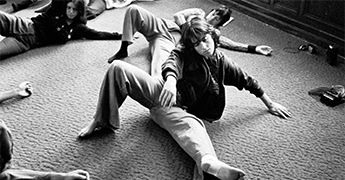
Feldenkraisova metoda

Feldenkraisova metoda je psychosomatická metoda vzdělávání vyvinutá Moshé Feldenkraisem (1904–1984), ukrajinsko-izraelským inženýrem a fyzikem. Metoda si dává za cíl zlepšit sebeuvědomění pohybem a tím zefektivnit propojení mezi mozkem a tělem.

## Metodologie
Většina lidí provádí po celý život stejné pohyby, schémata, která se kdysi naučili během několika let po narození. A ve chvíli, kdy cítí, že daná schémata začínají být méně účinná, snaží se je obvykle docílit silou. Všeobecně předpokládají, že všechny zdravotní problémy vznikají proto, že naše těla nejsou schopna vydržet námahu při určité činnosti, nebo proto, že nejsou silná, odolná a nemají dostatek vytrvalosti. Třetí možný důvod, kterým si lidé rádi ospravedlňují vznik problémů, je náročnost samotné činnosti. Snaží se pak tuto situaci napravit buď posilováním a zvyšováním odolnosti a pružnosti těla nebo se dané činnosti začnou vyhýbat. Málokdo uvažuje o možnosti, že příčinou potíží je způsob provádění dané činnosti - tzn. jak se pohybujeme a jak své tělo používáme.
Moshé Feldenkrais
Feldenkraisova metoda je psychosomatický přístup, který na základě jednoduchých a opakovaných cvičebních pohybů stimuluje lidský nervový systém ke změně řízení pohybu. Jedná se o proces učení se z vlastního těla, jak se pohybovat a žít s vynaložením nezbytně nutné funkční energie. Metoda se nepokládá za léčebnou, masážní, posilovací ani terapeutickou techniku a není hrazena pojišťovnami. Fyzioterapeutickou komunitou je nicméně hodnocena kladně jako prevence zdravotních potíží a zvyšování vitální výkonnosti, zejména v moderní době, kdy technologie oddělují člověka od prožitku tělesného pohybu.
Jako potomek chasidských Židů, spojoval Moshé Feldenkrais cvičení i s psychologickými aspekty jako jsou myšlenka a čin, vina a bolest, klid a spěch, aj. Promítal do cviků i poznatky z fyziky, inženýrství a bojového umění. Své poznatky diskutoval s předními neurofyziology, fyziky a kybernetiky (Karl. H. Pribram, Heinz von Foerster, Ida Rolf…). Věřil, že: „při působení na význačné body těla, jako jsou oči, krk, dech nebo pánev, lze v těchto způsobit i místní změny nálady.“  Když se mu cvičením podařilo odvrátit své dlouhotrvající problémy s kolenem, získal kolem sebe skupinu lidí (i společensky významných), které vedl ke cvičení podobně jako sebe.
Feldenkraisova metoda jde proti obecnému úzu, že co nejde silou, jde větší silou, vědomě se tedy vyhýbá usilování a hodnocení. Čím méně se cvičenec snaží, čím jednodušeji pohyb provádí, tím lépe si osvojuje změny. Metoda neudává recepty na „správné“ pohyby, jak dýchat či chodit, jak sedět nebo stát, učí pouze, jak se stát svým vlastním měřítkem účinných pohybů. Vytváří příznivé prostředí, kdy cvičící zažívají spontaneitu, radost a pohyb bez námahy.
Metoda má dva přístupy:
Skupinová varianta zvaná „Pohybem k sebeuvědomění“ je déledobá a procesuální. Jde při ní o hravé experimentování s pohybem, všímavý prožitek a sbírání nových zkušeností. Cvičenci provádějí obvyklé každodenní pohybové stereotypy, jež běžná populace vykonává nahodile a strnule (např. vstávání ze židle, chůze, ohýbání se pro předmět). Snaží se jít za pouhou „funkčnost“ pohybu, která podle Moshé Feldenkraise setrvává v pohybových vzorcích většinové populace.
Cvičenci metody cvičí vědomě, v oproštění od výkonu a zaměření na fyzickou práci, pomalu a hladce, aby si uvědomili, kolik neúčelné síly do činnosti vkládají. Cviky jsou repetitivní, což cvičícím umožňuje uvědomit si nové způsoby jejich provádění a prožít pohyb s přesahem do psychiky. Cílem je snadný, funkční a radostný pohyb.
Individuální varianta zvaná „Funkční integrace“ je cvičení, při němž klient je pasivní a nové podněty získává vedením lektora – jeho dotekem, aspekcí, vedením pohybu a nabízením různých variant pohybu. Lektor nabízí např. jak vést nádech a výdech, pohyby nohou, pánve a hlavou při chůzi. Cvičenec si tím postupně vybírá jednu nejekonomičtější variantu pohybu, jež je pro něj originální. Učitel pohyb klienta nehodnotí, neříká, co cvičenec dělá špatně, využívá pouze své tvůrčí vedení, aby klient sám našel snadný a uspokojivý pohyb.
| „                   | Největším expertem a učitelem je člověk sám sobě. | “ |
| — Moshé Feldenkrais |                                                   |   |

## Tvrzení protagonistů
Feldenkraisova metoda věří, že tělo a mysl tvoří nedělitelný celek; na motorické funkce tak nahlíží jako na pokračování funkcí mentálních.
Věří, že znovu vytváří zkušenosti jako v dětství, kdy se lidé učí uspořádat a řídit pohyby.
- obnovuje schopnost učit se nejen novým pohybovým dovednostem, ale skrze pohyb podpořit i samotné učení
- odstraňuje strnulá schémata myšlení, jednání a chování
- věří, že výsledky cvičení nespočívají jen v zatínání nebo změkčování svalů, ale ve zlepšování účinnosti, s níž mozek pohyby řídí
- zjemňuje kinestetické vnímání, vědomě propojuje kostru, klouby, svaly, vnitřní orgány a jejich vzájemné vztahy
- vede mozek k řízení těla uvolněněji a flexibilněji při denních činnostech
- věří, že proces je úplný, když se nový způsob činnosti stane automatickým či nevědomým

Výhodou zvyku získaného uvědoměním je, že snadno vyvolá i další nová uvědomění a tak pomůže k vytvoření čerstvějších a použitelnějších změn. Jsem pevně přesvědčen, že stejně jako nám anatomie pomohla k důvěrné znalosti práce těla a neuroanatomie k pochopení některých činností psychiky, tak nám pochopení somatických aspektů vědomí umožní poznat důvěrněji i sebe sama.
Moshé Feldenkrais

## Příklady cviků
Procítění vlivu gravitace na tělo v prostoru
- pohyby s procítěním těžiště těla
- zatínání a uvolňování svalových tahů a napětí v těle
- přenášení váhy těla z končetiny na končetinu, uvědomění si osy a symetrie
- prodýchání různých částí hrudníku, trupu i těla
- uvědomění si délek a váhy údů
- houpavé pohyby s imaginárním „koulením míče po těle“
- protichůdné rotace např. ramen proti pánvi, hlavy proti ramenům apod.
- chůze vpřed, chůze pozadu, chůze stranou
- koulení tělem na zemi zprava doleva a naopak aj.

## Komunita
V roce 1977 byl založen v USA (San Francisco) institut Feldenkraisovy metody. Od té doby je po světě známo cca 18 nadací Feldenkraisovy metody a v USA je publikován ročníkový časopis The Feldenkrais Journal.